# Großer Preis von Frankreich 2002
Der Große Preis von Frankreich 2002 (offiziell LXXXVIII Mobil 1 Grand Prix de France) fand am 21. Juli auf dem Circuit de Nevers Magny-Cours in Magny-Cours statt und war das elfte Rennen der Formel-1-Weltmeisterschaft 2002. Michael Schumacher sicherte sich seinen fünften WM-Titel und stellte damit den 45 Jahre alten Rekord von Juan Manuel Fangio ein.

## Berichte

### Hintergrund
Nach dem Großen Preis von Großbritannien führte Michael Schumacher in der Fahrerwertung mit 54 Punkten vor Rubens Barrichello und mit 55 Punkten vor Juan Pablo Montoya. In der Konstrukteurswertung führte Ferrari mit 57 Punkten vor Williams-BMW und mit 81 Punkten vor McLaren-Mercedes.
Mit Michael Schumacher (fünfmal), David Coulthard und Heinz-Harald Frentzen (jeweils einmal) traten drei ehemalige Sieger zu diesem Grand Prix an.

### Training
Vor dem Rennen am Sonntag fanden vier Trainingssitzungen statt, jeweils zwei am Freitag und Samstag. Die Sitzungen am Freitagmorgen und -nachmittag dauerten jeweils eine Stunde; die dritte und vierte Sitzung am Samstagmorgen dauerte jeweils 45 Minuten.
Am Freitag konnte Coulthard die schnellste Runde fahren. Kimi Räikkönen und Michael Schumacher folgten auf den Plätzen zwei und drei.
Am Samstag war dann Michael Schumacher der Schnellste, gefolgt von Räikkönen und Coulthard.

### Qualifying
Das Qualifying am Samstagnachmittag dauerte eine Stunde. Jeder Fahrer war auf zwölf Runden begrenzt, wobei die Startreihenfolge durch die schnellsten Runden der Fahrer bestimmt wurde. Während dieser Sitzung war die 107-Prozent-Regel in Kraft, die erforderte, dass jeder Fahrer eine Zeit innerhalb von 107 % der schnellsten Runde aufstellte, um sich für das Rennen zu qualifizieren.
Im Qualifying setzte sich Williams-Fahrer Montoya wie bereits beim Rennen zuvor gegen die beiden Ferrari durch und holte seine fünfte Pole-Position in Folge. Er schlug Michael Schumacher um 0,023 Sekunden. Räikkönen wurde Vierter vor Ralf Schumacher im anderen Williams. Die Top Ten komplettierten Coulthard, Jenson Button und Jarno Trulli, Eddie Irvine und Nick Heidfeld.
Giancarlo Fisichella konnte aufgrund eines schweren Unfalls im Traning nicht am Qualifying teilnehmen und sich daher auch nicht für das Rennen qualifizieren.
Für einen Skandal sorgte Arrows: Das finanziell angeschlagene Team, welche keine Einigung mit ihren Sponsoren erzielen konnte, fuhr mit ihren Fahrern Frentzen und Enrique Bernoldi absichtlich langsam genug, um sich nicht für das Rennen zu qualifizieren (107-Prozent-Regel). Das Team musste somit keine Sponsorengelder zahlen.

### Warm Up
Im Warm Up war Michael Schumacher erneut der Schnellste. Barrichello platzierte sich hinter ihm und vor Trulli.

### Rennen
Zu Beginn der Einführungsrunde blieb Barrichellos Ferrari in der Startaufstellung aufgebockt stehen. Das Auto des Brasilianers wurde in die Box gebracht, der Ferrari-Pilot musste jedoch aufgeben. Beim Start behielt Montoya die Führung, gefolgt von Michael Schumacher, Räikkönen, Ralf Schumacher und Coulthard. Weiter hinten kollidierten Takum Satō, Pedro de la Rosa und Olivier Panis, alle drei konnten aber weiterfahren. An der Spitze des Rennens hatte Montoya Mühe, die Gruppe hinter ihm aufzuhalten, behielt jedoch die erste Position bis zur ersten Serie von Boxenstopps. Der erste Fahrer der Spitzengruppe, der nachtankte, war Ralf Schumacher, der am Ende der 21. Runde an die Box kam.
Michael Schumacher tankte in Runde 26 nach und kam vor Montoya zurück auf die Strecke. Beim Wiedereinfahren auf die Strecke überschritt der deutsche Fahrer jedoch die Begrenzungslinie der Beschleunigungsspur, was zu einer Durchfahrtsstrafe führte. Nach den Stopps von Räikkönen und Coulthard übernahm Michael Schumacher die Führung, doch in Runde 35 musste der Ferrari-Pilot die Strafe absitzen und kam hinter Montoya und Räikkönen wieder auf die Strecke zurück.
In Runde 46 leitete Montoya die zweite Serie von Boxenstopps ein, zwei Runden später folgte sein Teamkollege, der beim Verlassen der Box den gleichen Verstoß beging wie sein Bruder. Räikkönen, der nun die Führung übernahm, tankte in Runde 49 wieder auf und kam hinter Coulthard, aber vor Michael Schumacher und Montoya wieder auf die Strecke. Der finnische Fahrer kehrte in Runde 54 auf den ersten Platz zurück, als sein Teamkollege zum zweiten Mal an die Box zurückkehrte (er überschritt beim Verlassen der Boxengasse ebenfalls die weiße Linie und wurde dafür bestraft). Die Situation stabilisierte sich, wobei Räikkönen vor Michael Schumacher, Coulthard, Montoya, Ralf Schumacher und Button an erster Stelle stand. Danach blieb die Fahrerwertung rechnerisch offen. Vier Runden vor Schluss ging jedoch der Motor von Allan McNishs Toyota kaputt, wodurch sich eine große Menge Öl auf der Strecke verteilte und diese rutschig machte. Räikkönen, einer der ersten, der diesen Bereich der Strecke passierte, bemerkte es nicht und geriet beim Bremsen von der Strecke und wurde von Michael Schumacher überholt. Der deutsche Fahrer kontrollierte seinen Rivalen in den letzten Runden des Rennens, überquerte die Ziellinie als Erster und sicherte sich nach nur elf Rennen den fünften Fahrer-Weltmeistertitel seiner Karriere. Coulthard belegte den dritten Platz vor Montoya, Ralf Schumacher und Button. Es ist der bisher früheste Titelgewinn einer Saison (6 Rennen vor Saisonende). Die restlichen Punkteplatzierungen belegten Montoya, Ralf Schumacher und Button.
In der Fahrerwertung überholte Montoya Barrichello für den zweiten Platz. In der Konstrukteurswertung blieben die ersten drei Positionen unverändert.

## Meldeliste
| Team                       | Nr. | Fahrer                | Chassis        | Motor                         | Reifen |
| -------------------------- | --- | --------------------- | -------------- | ----------------------------- | ------ |
| Scuderia Ferrari Marlboro  | 01  | Michael Schumacher    | Ferrari F2002  | Ferrari 051 3.0 V10           | B      |
| Scuderia Ferrari Marlboro  | 02  | Rubens Barrichello    | Ferrari F2002  | Ferrari 051 3.0 V10           | B      |
| West McLaren Mercedes      | 03  | David Coulthard       | McLaren MP4-17 | Mercedes-Benz FO 110M 3.0 V10 | M      |
| West McLaren Mercedes      | 04  | Kimi Räikkönen        | McLaren MP4-17 | Mercedes-Benz FO 110M 3.0 V10 | M      |
| BMW.WilliamsF1 Team        | 05  | Ralf Schumacher       | Williams FW24  | BMW P82 3.0 V10               | M      |
| BMW.WilliamsF1 Team        | 06  | Juan Pablo Montoya    | Williams FW24  | BMW P82 3.0 V10               | M      |
| Sauber Petronas            | 07  | Nick Heidfeld         | Sauber C21     | Petronas 02A 3.0 V10          | B      |
| Sauber Petronas            | 08  | Felipe Massa          | Sauber C21     | Petronas 02A 3.0 V10          | B      |
| DHL Jordan Honda           | 09  | Giancarlo Fisichella  | Jordan EJ12    | Honda RA 002E 3.0 V10         | B      |
| DHL Jordan Honda           | 10  | Takuma Satō           | Jordan EJ12    | Honda RA 002E 3.0 V10         | B      |
| Lucky Strike BAR Honda     | 11  | Jacques Villeneuve    | BAR 004        | Honda RA 002E 3.0 V10         | B      |
| Lucky Strike BAR Honda     | 12  | Olivier Panis         | BAR 004        | Honda RA 002E 3.0 V10         | B      |
| Mild Seven Renault F1 Team | 14  | Jarno Trulli          | Renault R202   | Renault RS22 3.0 V10          | M      |
| Mild Seven Renault F1 Team | 15  | Jenson Button         | Renault R202   | Renault RS22 3.0 V10          | M      |
| Jaguar Racing              | 16  | Eddie Irvine          | Jaguar R3      | Ford Cosworth CR-3 3.0 V10    | M      |
| Jaguar Racing              | 17  | Pedro de la Rosa      | Jaguar R3      | Ford Cosworth CR-3 3.0 V10    | M      |
| Orange Arrows Cosworth     | 20  | Heinz-Harald Frentzen | Arrows A23     | Ford Cosworth CR-3 3.0 V10    | B      |
| Orange Arrows Cosworth     | 21  | Enrique Bernoldi      | Arrows A23     | Ford Cosworth CR-3 3.0 V10    | B      |
| KL Minardi Asiatech        | 22  | Alex Yoong            | Minardi PS02   | Asiatech AT02 3.0 V10         | M      |
| KL Minardi Asiatech        | 23  | Mark Webber           | Minardi PS02   | Asiatech AT02 3.0 V10         | M      |
| Panasonic Toyota Racing    | 24  | Mika Salo             | Toyota TF102   | Toyota RVX-02 3.0 V10         | M      |
| Panasonic Toyota Racing    | 25  | Allan McNish          | Toyota TF102   | Toyota RVX-02 3.0 V10         | M      |

## Klassifikation

### Qualifying
| Pos.                                                                         | Fahrer                | Konstrukteur     | Zeit       | Start |
| ---------------------------------------------------------------------------- | --------------------- | ---------------- | ---------- | ----- |
| 01                                                                           | Juan Pablo Montoya    | Williams-BMW     | 1:11,985   | 01    |
| 02                                                                           | Michael Schumacher    | Ferrari          | 1:12,008   | 02    |
| 03                                                                           | Rubens Barrichello    | Ferrari          | 1:12,197   | 03    |
| 04                                                                           | Kimi Räikkönen        | McLaren-Mercedes | 1:12,244   | 04    |
| 05                                                                           | Ralf Schumacher       | Williams-BMW     | 1:12,424   | 05    |
| 06                                                                           | David Coulthard       | McLaren-Mercedes | 1:12,498   | 06    |
| 07                                                                           | Jenson Button         | Renault          | 1:12,761   | 07    |
| 08                                                                           | Jarno Trulli          | Renault          | 1:13,030   | 08    |
| 09                                                                           | Eddie Irvine          | Jaguar-Cosworth  | 1:13,188   | 09    |
| 10                                                                           | Nick Heidfeld         | Sauber-Petronas  | 1:13,370   | 10    |
| 11                                                                           | Olivier Panis         | BAR-Honda        | 1:13,457   | 11    |
| 12                                                                           | Felipe Massa          | Sauber-Petronas  | 1:13,501   | 12    |
| 13                                                                           | Jacques Villeneuve    | BAR-Honda        | 1:13,506   | 13    |
| 14                                                                           | Takuma Satō           | Jordan-Honda     | 1:13,542   | 14    |
| 15                                                                           | Pedro de la Rosa      | Jaguar-Cosworth  | 1:13,656   | 15    |
| 16                                                                           | Mika Salo             | Toyota           | 1:13,837   | 16    |
| 17                                                                           | Allan McNish          | Toyota           | 1:13,949   | 17    |
| 18                                                                           | Mark Webber           | Minardi-Asiatech | 1:14,800   | 18    |
| 19                                                                           | Alex Yoong            | Minardi-Asiatech | 1:16,798   | 19    |
| 107-Prozent-Zeit: 1:17,023 min. (bezogen auf die Bestzeit von 1:11,985 min.) |                       |                  |            |       |
| DNQ                                                                          | Heinz-Harald Frentzen | Arrows-Cosworth  | 1:18,497   | –     |
| DNQ                                                                          | Enrique Bernoldi      | Arrows-Cosworth  | 1:19,843   | –     |
| DNQ                                                                          | Giancarlo Fisichella  | Jordan-Honda     | keine Zeit | –     |

Anmerkungen
1. 1 2  Frentzen und Bernoldi scheiterten an der 107-Prozent-Zeit und konnten sich nicht für das Rennen qualifizieren.
2. ↑  Fisichella konnte aufgrund eines schweren Unfalls im Training nicht am Qualifying teilnehmen.

### Rennen
| Pos. | Fahrer             | Konstrukteur     | Runden | Stopps | Zeit        | Start | Schnellste Runde |
| ---- | ------------------ | ---------------- | ------ | ------ | ----------- | ----- | ---------------- |
| 01   | Michael Schumacher | Ferrari          | 72     | 3      | 1:32:09,837 | 02    | 1:15,311 (25.)   |
| 02   | Kimi Räikkönen     | McLaren-Mercedes | 72     | 2      | + 1,104     | 04    | 1:15,406 (54.)   |
| 03   | David Coulthard    | McLaren-Mercedes | 72     | 3      | + 31,975    | 06    | 1:15,045 (62.)   |
| 04   | Juan Pablo Montoya | Williams-BMW     | 72     | 2      | + 40,675    | 01    | 1:15,697 (26.)   |
| 05   | Ralf Schumacher    | Williams-BMW     | 72     | 3      | + 41,772    | 05    | 1:15,584 (24.)   |
| 06   | Jenson Button      | Renault          | 71     | 3      | + 1 Runde   | 07    | 1:15,957 (22.)   |
| 07   | Nick Heidfeld      | Sauber-Petronas  | 71     | 2      | + 1 Runde   | 10    | 1:16,847 (22.)   |
| 08   | Mark Webber        | Minardi-Asiatech | 71     | 2      | + 1 Runde   | 18    | 1:17,087 (26.)   |
| 09   | Pedro de la Rosa   | Jaguar-Cosworth  | 70     | 3      | + 2 Runden  | 15    | 1:16,515 (58.)   |
| 10   | Alex Yoong         | Minardi-Asiatech | 68     | 2      | + 4 Runden  | 19    | 1:18,998 (37.)   |
| 11   | Allan McNish       | Toyota           | 65     | 2      | DNF         | 17    | 1:17,304 (47.)   |
| –    | Eddie Irvine       | Jaguar-Cosworth  | 52     | 2      | DNF         | 09    | 1:16,456 (20.)   |
| –    | Jarno Trulli       | Renault          | 49     | 2      | DNF         | 08    | 1:16,300 (20.)   |
| –    | Felipe Massa       | Sauber-Petronas  | 48     | 3      | DNF         | 12    | 1:17,029 (46.)   |
| –    | Mika Salo          | Toyota           | 48     | 2      | DNF         | 16    | 1:17,295 (28.)   |
| –    | Jacques Villeneuve | BAR-Honda        | 35     | 1      | DNF         | 13    | 1:16,667 (23.)   |
| –    | Olivier Panis      | BAR-Honda        | 29     | 2      | DNF         | 11    | 1:16,278 (04.)   |
| –    | Takuma Satō        | Jordan-Honda     | 23     | 0      | DNF         | 14    | 1:17,565 (06.)   |
| DNS  | Rubens Barrichello | Ferrari          | –      | –      | –           | 03    | –                |

Anmerkungen
1. ↑  Barrichello war in der Startaufstellung noch aufgebockt und musste vor Rennstart in der Box aufgeben.

## WM-Stände nach dem Rennen
Die ersten sechs des Rennens bekamen 10, 6, 4, 3, 2 bzw. 1 Punkt(e).

### Fahrerwertung
| Pos. | Fahrer               | Konstrukteur     | Punkte |
| ---- | -------------------- | ---------------- | ------ |
| 01   | Michael Schumacher   | Ferrari          | 96     |
| 02   | Juan Pablo Montoya   | Williams-BMW     | 34     |
| 03   | Rubens Barrichello   | Ferrari          | 32     |
| 04   | Ralf Schumacher      | Williams-BMW     | 32     |
| 05   | David Coulthard      | McLaren-Mercedes | 30     |
| 06   | Kimi Räikkönen       | McLaren-Mercedes | 17     |
| 07   | Jenson Button        | Renault          | 11     |
| 08   | Nick Heidfeld        | Sauber-Petronas  | 6      |
| 09   | Giancarlo Fisichella | Jordan-Honda     | 6      |
| 10   | Jarno Trulli         | Renault          | 4      |
| 11   | Felipe Massa         | Sauber-Petronas  | 4      |

| Pos. | Fahrer                | Konstrukteur     | Punkte |
| ---- | --------------------- | ---------------- | ------ |
| 12   | Jacques Villeneuve    | BAR-Honda        | 3      |
| 13   | Eddie Irvine          | Jaguar-Cosworth  | 3      |
| 14   | Olivier Panis         | BAR-Honda        | 2      |
| 15   | Mark Webber           | Minardi-Asiatech | 2      |
| 16   | Mika Salo             | Toyota           | 2      |
| 17   | Heinz-Harald Frentzen | Arrows-Cosworth  | 2      |
| 18   | Allan McNish          | Toyota           | 0      |
| 19   | Alex Yoong            | Minardi-Asiatech | 0      |
| 20   | Pedro de la Rosa      | Jaguar-Cosworth  | 0      |
| 21   | Takuma Satō           | Jordan-Honda     | 0      |
| 22   | Enrique Bernoldi      | Arrows-Cosworth  | 0      |

### Konstrukteurswertung
| Pos. | Konstrukteur     | Punkte |
| ---- | ---------------- | ------ |
| 01   | Ferrari          | 128    |
| 02   | Williams-BMW     | 66     |
| 03   | McLaren-Mercedes | 47     |
| 04   | Renault          | 15     |
| 05   | Sauber-Petronas  | 10     |
| 06   | Jordan-Honda     | 6      |

| Pos. | Konstrukteur     | Punkte |
| ---- | ---------------- | ------ |
| 07   | BAR-Honda        | 5      |
| 08   | Jaguar-Cosworth  | 3      |
| 09   | Minardi-Asiatech | 2      |
| 10   | Toyota           | 2      |
| 11   | Arrows-Cosworth  | 2      |